# Markinch
Markinch är en ort i Storbritannien.   Den ligger i kommunen Fife och riksdelen Skottland, i den centrala delen av landet, 600 km norr om huvudstaden London. Markinch ligger 69 meter över havet och antalet invånare är 2 309.
Terrängen runt Markinch är platt åt sydost, men åt nordväst är den kuperad.  Närmaste större samhälle är Glenrothes, 2,5 km väster om Markinch. Trakten runt Markinch består i huvudsak av gräsmarker.